# Extreme II: Pornograffitti
Extreme II: Pornograffitti (A Funked Up Fairy Tale) — второй студийный альбом американской рок-группы Extreme, вышедший в 1990 году. Название альбома представляет собой словослияние терминов «порнография» и «граффити».

## Об альбоме
Альбом поднялся до 10-й позиции в Billboard 200 и стал золотым в мае 1991 года, а 26 октября 1992 года Американская ассоциация звукозаписывающих компаний присвоила Pornograffitti дважды платиновый статус; таким образом, это — наиболее продаваемый альбом группы.
В музыкальном плане Pornograffitti насыщен металлическими гитарными проигрышами с примесью фанка (часто — синкопированными) и зажигательными, скоростными соло. Запись обеспечила Беттанкуру признание гитарных энтузиастов и публикации в таких журналах как Guitar World и Guitar School.
Синглы «More Than Words» (написанная Чероне для своей девушки) и «Hole Hearted» вошли в Billboard Hot 100, заняв 1-ю и 4-ю позиции соответственно. Обе акустические баллады, они несколько диссонируют с общим звучанием альбома.
В 2010-х годах Extreme дали серию концертов, на которых альбом исполнялся целиком. В 2016 году вышел DVD «Pornograffitti Live 25: Metal Meltdown».
В 2015 году вышло делюкс-издание альбома.

## Список композиций
| №                   | Название                                                | Длительность |
| ------------------- | ------------------------------------------------------- | ------------ |
| 1.                  | «Decadence Dance»                                       | 6:53         |
| 2.                  | «Li'l Jack Horny»                                       | 4:56         |
| 3.                  | «When I'm President»                                    | 4:26         |
| 4.                  | «Get the Funk Out»                                      | 4:28         |
| 5.                  | «More Than Words»                                       | 5:40         |
| 6.                  | «Money (In God We Trust)»                               | 4:15         |
| 7.                  | «It ('s a Monster)»                                     | 4:28         |
| 8.                  | «Pornograffitti»                                        | 6:20         |
| 9.                  | «When I First Kissed You»                               | 4:03         |
| 10.                 | «Suzi (Wants Her All Day What?)»                        | 3:43         |
| 11.                 | «Flight of the Wounded Bumble Bee / He-Man Woman Hater» | 6:23         |
| 12.                 | «Song For Love»                                         | 6:00         |
| 13.                 | «Hole Hearted»                                          | 3:43         |
| Общая длительность: | Общая длительность:                                     | 64:30        |

## Участники записи
- Гэри Чероне — вокал
- Нуно Беттанкур — гитары, клавишные, перкуссия, бэк-вокал
- Пэт Бэджер — бас-гитара, бэк-вокал
- Пол Гиэри — ударные, перкуссия

## Позиции в хит-парадах

### Альбом
Еженедельные чарты
| Год  | Название      | Высшая позиция |
| ---- | ------------- | -------------- |
| 1991 | Billboard 200 | 10             |

Годовые чарты:
| Чарт (1991)          | Позиция |
| -------------------- | ------- |
| Великобритания (OCC) | 52      |

### Синглы
| Год                                      | Название           | Высшая позиция | Высшая позиция        | Высшая позиция     | Высшая позиция     |
| Год                                      | Название           | Billboard 200  | The Billboard Hot 100 | US Mainstream Rock | Adult Contemporary |
| ---------------------------------------- | ------------------ | -------------- | --------------------- | ------------------ | ------------------ |
| 1990                                     | «Decadence Dance»  | -              | -                     | 45                 | -                  |
| 1991                                     | «More Than Words»  | -              | 1                     | 12                 | 2                  |
| 1991                                     | «Hole Hearted»     | -              | 4                     | 2                  | -                  |
| 1991                                     | «Get the Funk Out» | -              | -                     | 34                 | -                  |
| «—» ставится, если сингл не попал в чарт |                    |                |                       |                    |                    |

На церемонии Nobel Peace Prize Concert в 2014 году «More Than Words» была исполнена совместно с вокалистом группы Aerosmith Стивеном Тайлером.